# Rudolf Agricola
Rudolf Agricola o Roelof Huusman o Huysman, conegut amb el nom llatinitzat de Rodolphus Agricola Phrisius (Baflo, 17 de febrer de 1444 (o 23 d'agost de 1443)–Heidelberg, 27 d'octubre de 1485) va ser un humanista frisó, filòsof, educador, músic, diplomàtic, pintor i poeta. Destacat impulsor del llatí renaixentista contribuí al desenvolupament dels Studia humanitatis i del moviment de l'humanisme renaixentista europeu dels segles XIV i XV.

## Biografia
Rudolf Agricola fou fill d' Hendrik Vries clergue de Baflo, i, des d'inicis de 1444, abat del monestir de Zelwaer de Selwert. La seva mare fou Sicke (Zycha) Huusman, casada més tard amb Sycko Sartor (Schroeder) també de Baflo. Rudolf va créixer i educar-se amb aquests darrers. Posteriorment va estudiar a Erfurt (des de 1456) i a Colònia (1462). Després anà a la Universitat de Lovaina, on el 1465 es graduà en arts amb magna cum laude.
Va marxar a Itàlia, on, a partir de 1469, estudià dret a la Universitat de Pavia. El seu interès per la llengua i la literatura gregues el portà a Ferrara el 1475, on es va allotjar a la cort del duc i va estudiar a la Universitat de Ferrara fins al 1479 sota la protecció del mateix duc. En aquesta universitat hi figurà com a artium doctor i familiaris illustrissimi nostri Ducis.
Després de romandre més de deu anys a Itàlia, va tornar a Alemanya per a residir Augsburg, per invitació del reconegut humanista i bisbe Johann von Werdenberg. Aquell estiu de 1479, va completar la seva obra més important De Inventione dialectica.
Marxà posteriorment a Groningen on Rudolf Agricola va exercir la funció de secretari d'aquesta ciutat del 1480 al 1484. Realitzà diverses ambaixades a la cort del futur emperador Maximilià I a Brussel·les. El qual li oferí, sense èxit, ser secretari i educador dels seus fills.
El 1484, Agricola va deixar definitivament Groningen per traslladar-se a Heidelberg, on el seu antic amic i condeixeble a Pavia Johann von Dalberg, era bisbe de Worms i canceller d'aquella universitat. Com a familiar del bisbe residí al palau episcopal i, alliberat de tot treball, es dedicà a l'estudi a la Universitat de Heidelberg. Aquest centre tenia un marcat perfil humanístic des de feia més d'una dècada. Allà aprofundí en l'estudi i dissertà sobre literatura grega i llatina. També sobre la llengua hebrea. Fou molt apreciat entre professors i estudiants pel seu comportament i per les seves innovacions didàctiques. Insistí en la importància de la llengua materna en l'ensenyament.
Viatjà a Roma el 1485, acompanyant Johann von Dalberg, per assistir a l'entronització del nou papa Innocenci VIII, i retornat a Heidelberg, morí el 27 d'octubre d'aquell any.
Admirat per Desideri Erasme, fou una de les figures més representatives de l'humanisme alemany, especialment en el camp filològic i literari. Va defensar l'estudi dels autors antics sobre els seus textos originals i es va mantenir lliure de qualsevol dogmàtica ja fos d'Aristòtil i de l'escolàstica.
Rudolf Agricola trameté a l'àmbit centreeuropeu el model d'humanisme sorgit a la Itàlia del Renaixement. Considerà construir la pròpia personalitat de forma global, com a persona lliure i harmoniosa. Va influir notablement als seus contemporanis essent la representació viva d'un estil de vida humanista. Agricola es va guanyar l'admiració dels seus contemporanis especialment del seu gran compatriota Erasmus.

## De inventione dialectica libri tres
En retornar a Alemanya el 1479, Agricola va completar la seva obra més important De inventione dialectica. Malgrat que la paraula dialèctica del títol es refereix a un mètode de raonament, l'obra és realment un tractat sobre la retòrica. En la seva redacció, Agricola utilitzà àmpliament exemples d'autors antics per il·lustrar els seus principis. Aquesta obra va tenir una enorme influència tant en les pràctiques docents com en la recerca.
Agricola es proposa en aquesta obra estudiar la lògica dels tòpics, però amb el benentès que aquest estudi constitueix el nucli mateix de la lògica, perquè per a ell la fi d'aquesta disciplina no és un altre que la persuasió. Creu que la dialèctica ha de proporcionar un conjunt de preceptes útils i pràctics per a la discussió. Considera que la invenció és la part més important de la lògica. Les fonts dels seus plantejaments són Ciceró, Quintilià i Boeci. Aquesta preferència pels autors llatins sobre els grecs mostra la divisió que fa de la lògica en invenció i judici.
Aquesta obra ofereix un mètode d'argumentació basat en els tòpics que, a hores d'ara, pot ser entès i fins i tot postulat com una forma de recerca humanística. Ja que el configurà com una proposta diferent del model d'educació escolàstica que es practicava en les universitats coetànies i que té els seus orígens en les pràctiques docents medievals. La proposta d'Agrlcola es basa en el principi de simplificació dels procediments lògics amb el propòsit que la multitud, a qui està dirigida la seva obra, desenvolupi les habilitats derivades d'exercitar-se en les qüestions i debats que comporta de la complexa de la vida en societat.
A De inventione dialectica s'aborda una revisió de la dialèctica aristotèlica de manera completa i sistemàtica. Sosté que la gramàtica ha de servir per a comprendre el que es vol dir, en tant que la retòrica ha de dotar d'elegància al discurs per mitjà de determinats recursos que el fan més efectiu. La dialèctica ha de servir per estructurar el discurs en un desenvolupament convincent.
Aquesta obra va ser redactada entre els anys 1477 i 1479 i va circular primerament en còpies manuscrites, en cercles pròxims al seu autor. La primera edició es va imprimir a Lovaina per Dick Martens l'any 1515. Després vindrien nombroses edicions arreu d'Europa durant el segle XVI.

## Obra

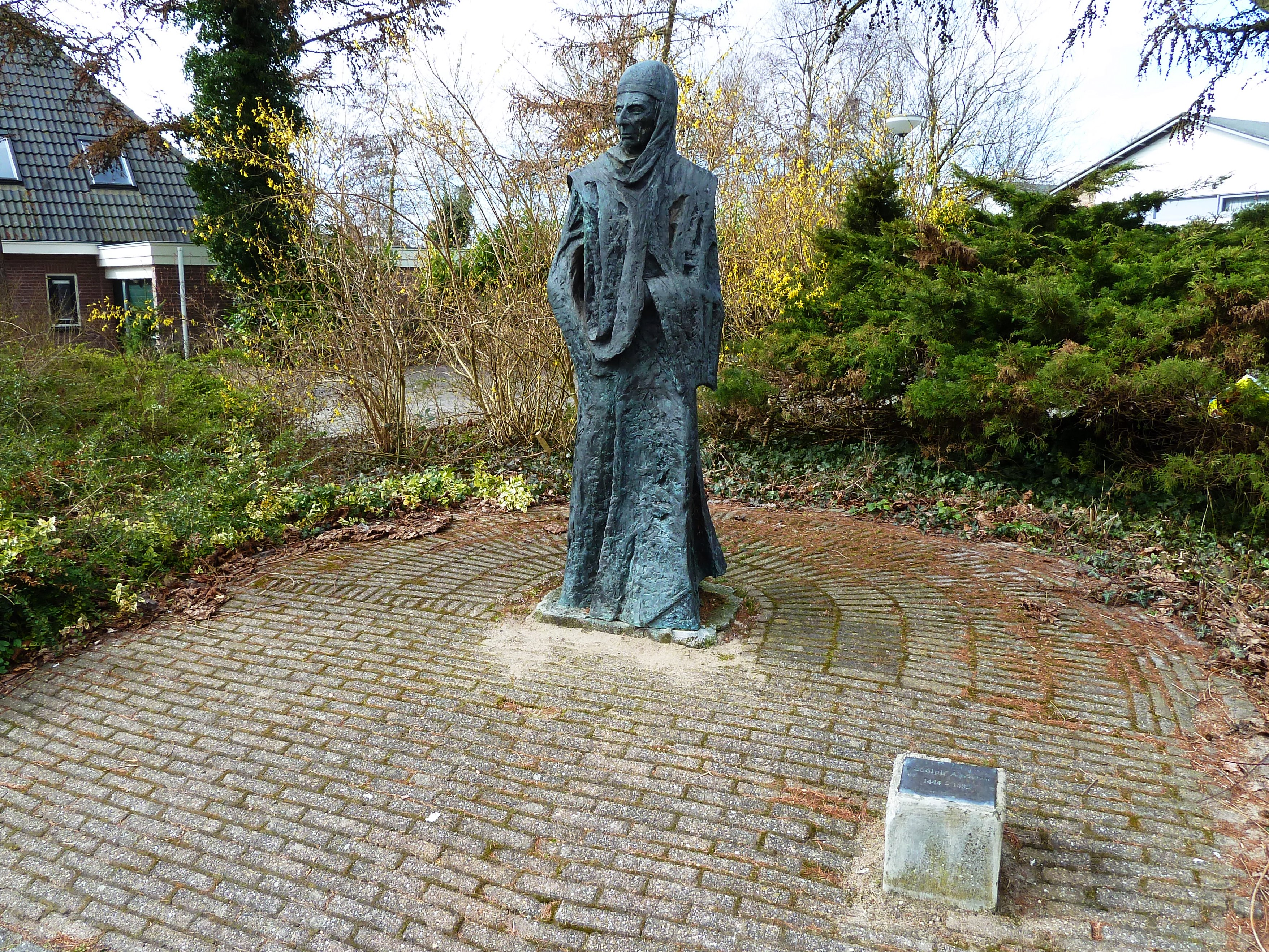
Monument a Rudolf Agricola a Baflo (Holanda) obra de Jan Steen (1982)

- Monument a Rudolf Agricola a Baflo (Holanda) obra de Jan Steen (1982)Lucubrationes Colonia; Alardum Amstelodamum. 1539. (Edició de cartes, tractas, poemes i discursos).
- De inventione dialectica libri tres. València: Universitat de València, 2000.
- In laudem philosophiae et reliquarum artium oratio 1476
- De formando studio 1484
- De nativitate Christi; Sevilla: Cypress Cultura en 2019- (edició en castellà)
- Écrits sur la dialectique et l'humanisme; Paris: Honoré Champion, 1997. (Antologia de textos i edició de Marc van der Poel)